# موسیقی پاپ ایرانی
موسیقی پاپ فارسی، موسیقی پاپی است که خاستگاه آن، ایران است.

## پیشینه و سرگذشت

### سال‌های نخست
موسیقی پاپ ایرانی، در سدهٔ ۱۹ میلادی و در دوران پادشاهی قاجاریان زاده شد، و پس از نوآوری پدیدهٔ رادیو، گسترش یافت.
بازار موسیقی ایران، پیش از دههٔ ۵۰ میلادی، در دست خوانندگان موسیقی کلاسیک ایرانی بود. احمد عاشورپور که به پدر موسیقی پاپ ایرانی مشهور بود، خواننده ترانه‌های فولکلور گیلکی و فارسی باترانه‌هایی همچون نوروز، سازونقاره، جوما بازار می‌باشد. موسیقی پاپ ایرانی با روی‌کارآمدن و درخشش هنرمندانی مانند ویگن، که سلطان جاز ایران شناخته می‌شد، و به‌کارگیری سازها و شیوه‌های موسیقی غربی، دگرگون شد. ویگن، نخستین کسی بود که گیتار را در موسیقی ایرانی نواخت، و نخستین ترانهٔ او، «مهتاب»، سرآغاز یک دگرش در موسیقی ایرانی بود.
احمد عاشورپور، دلکش، عهدیه، عماد رام، هایده، مهستی، حمیرا، معین، ابی، ویگن، گوگوش، عارف، امیر رسایی، منوچهر سخایی، محمد نوری، ستار، حبیب، داریوش، شهرام صولتی، شهره، شاهرخ، فرهاد، فریدون فروغی، کوروش یغمایی، افشین مقدم، رامش، مرجان، شهرام شب‌پره، شهبال شب‌پره، فتانه و لیلا فروهر
برخی از چهره‌های ماندگار موسیقی پاپ ایران هستند.
پرویز مقصدی، عطاالله خرم، سورن الکساندر، حسن لشگری، بابک افشار، همایون خرم، بابک بیات، اسفندیار منفردزاده، انوشیروان روحانی، جهانبخش پازوکی، حسن شماعی‌زاده، سیاوش قمیشی، امیر آرام، آندرانیک، اریک، لقمان ادهمی، صادق نوجوکی، فرید زلاند، واروژان، منوچهر چشم‌آذر، ناصر چشم‌آذر، و محمد حیدری، از آهنگسازان این دوران بودند. همچنین، اردلان سرفراز، ایرج جنتی عطایی، شهیار قنبری، زویا زاکاریان و… از ترانه‌سرایان نسل نوی این دوران بودند، همچنین از ترانه سرایان نسل اول موسیقی پاپ ایران می‌توان به پرویز وکیلی، تورج نگهبان، محمدعلی شیرازی، پرویز خطیبی، کریم فکور، ناصر رستگارنژاد و… اشاره کرد.

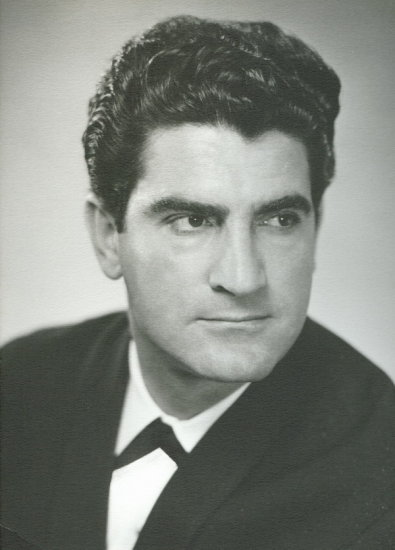
ویگن، «سلطان جاز ایران» شناخته می‌شد
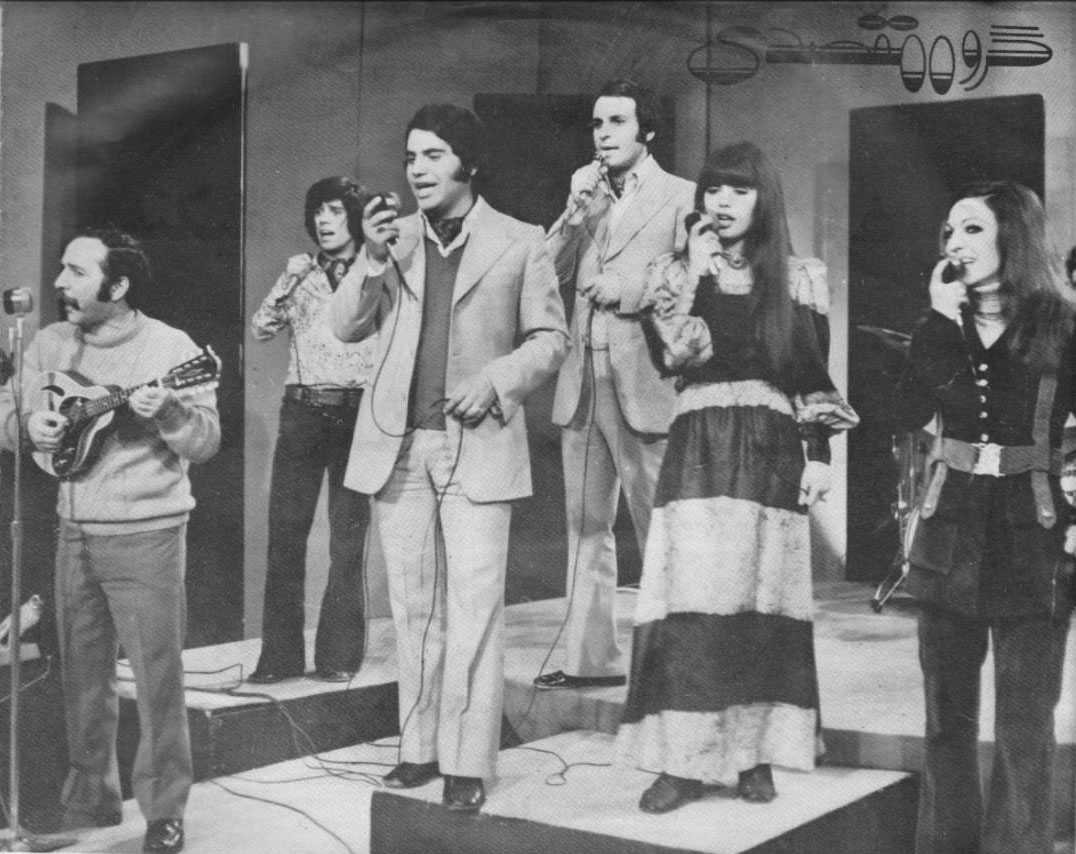
گروه پرویز مقصدی؛ دههٔ ۶۰ میلادی. از چپ به راست: اونیک، داریوش، پرویز، کیوان، ماسیس و نلی
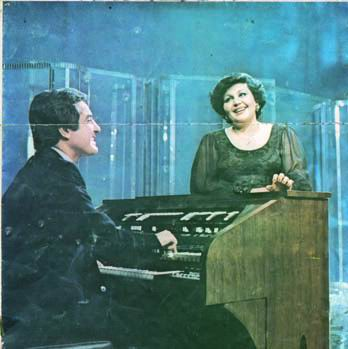
هایده و انوشیروان روحانی در تلویزیون ملی ایران، در سال ۱۹۷۵ میلادی
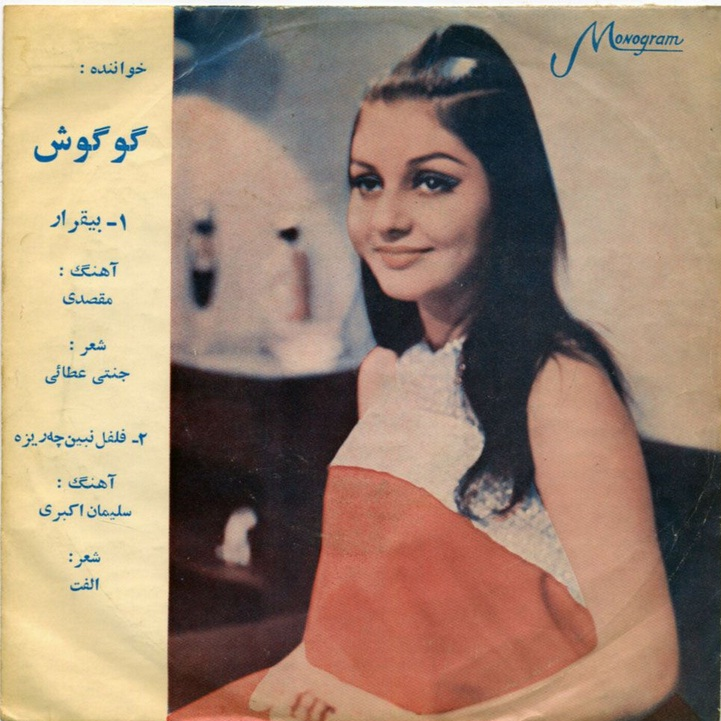
گوگوش بر روی کاور یک ترانه
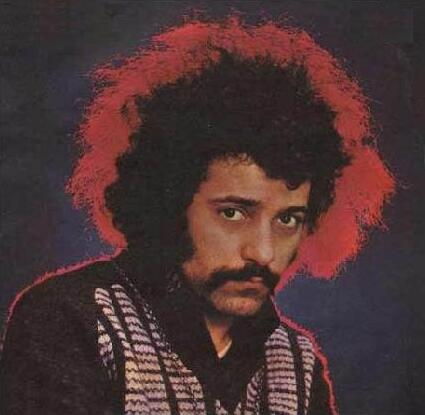
فرهاد در دههٔ ۷۰ میلادی
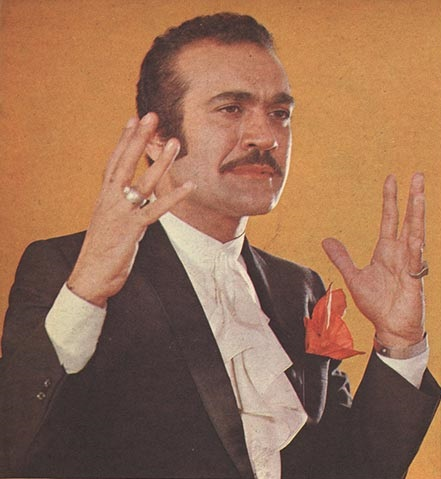
فریدون فرخزاد بر روی کاور یک مجله
گروه بلک کتس نخستین گروه پاپ ایران به رهبری شهبال شب‌پره. شهرام شب‌پره و ابی[۵] نیز در این عکس هستند
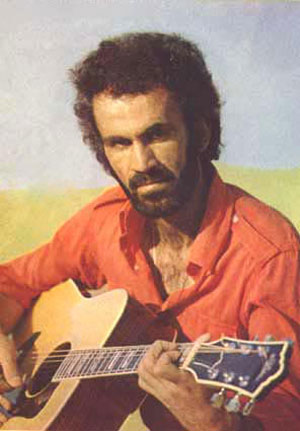
حبیب محبیان در دههٔ ۷۰ میلادی
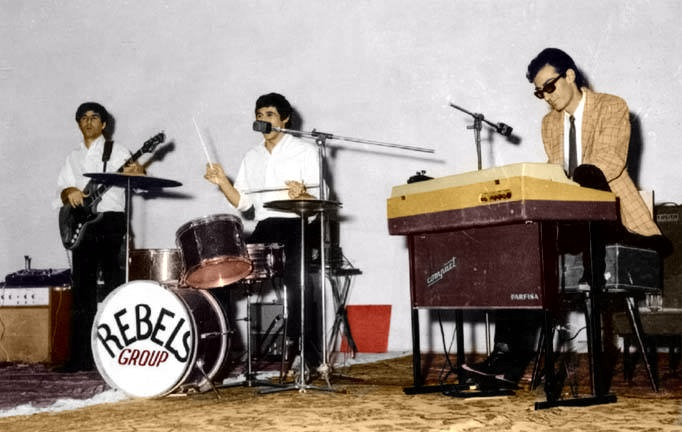
سیاوش قمیشی و شهرام شب‌پره در دههٔ ۶۰ میلادی
عارف در دههٔ ۷۰ میلادی
حسن شماعی‌زاده در دههٔ ۷۰ میلادی
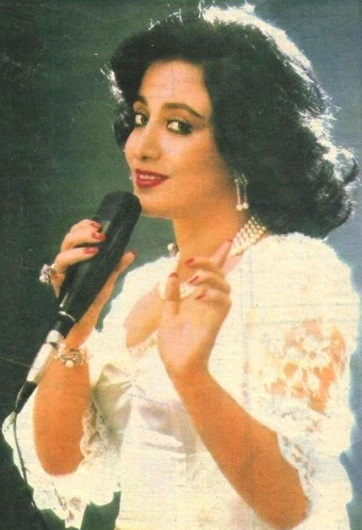
حمیرا در دههٔ ۷۰ میلادی
فریدون فروغی در دههٔ ۷۰ میلادی

### پس از انقلاب ۱۳۵۷
پس از انقلاب ۱۳۵۷، از بسیاری از زمینه‌های هنری جلوگیری شد، و بسیاری از هنرمندان ناچار شدند به رها کردن پیشهٔ خود یا دنبال کردن آن در بیرون از کشور. تا پیش از انقلاب ۱۳۵۷، هارمونی‌های به‌کار رفته در موسیقی پاپ ایران، بر پایهٔ ردیف موسیقی کلاسیک ایرانی بودند. با کنار رفتن بسیاری از آهنگسازان، موسیقی پاپ ایرانی دچار یک دگرگونی شد.

### دههٔ ۶۰
موسیقی پاپ در ایران، در دههٔ نخست جمهوری اسلامی، سراسر ناپدید شد، ولی پس از جنگ هشت‌ساله با عراق، با رویکردی جدا سر از موسیقی ایرانی برون‌مرزی، دوباره پدیدار شد. ، بیژن خاوری، پرویز طاهری، حسن همایونفال، حمید غلامعلی، عباس بهادری، مهدی سپهر، و مهرداد کاظمی،در داخل کشور و  مسعود فردمنش، سرژیک ،جلال همتی، سیاوش شمس، سندی، منصور، سعید محمدی، شهرام کاشانی، امید  در خارج از کشور از چهره‌هایی بودند که در «دوران سازندگی» روی‌کار آمدند.

### دههٔ ۷۰
موسیقی پاپ، در «دورهٔ اصلاحات»، با گشایش در سیاست‌های فرهنگی و هنری، پا به دوره‌ای دیگر گذاشت. در دههٔ نود میلادی، برای پیشی گرفتن از موسیقی ایرانی برون‌مرزی، سرپرستان زمینهٔ موسیقی برآن شدند که کارهایی همسو با چارچوب قانونی خود تولید کنند. محمدعلی معلم دامغانی و فریدون شهبازیان، در صدا و سیمای جمهوری اسلامی ایران، انجمنی را برای بررسی بازگشت و پیشرفت موسیقی پاپ برپا کردند. محمد اصفهانی، خشایار اعتمادی، سعید شهروز، شادمهر عقیلی، و گروه آریان، از نخستین کسانی بودند که پروانهٔ کار پیدا کردند. حسین زمان، علیرضا عصار، قاسم افشار، امیر کریمی، مانی رهنما، و ناصر عبداللهی، از دیگر خوانندگان پاپ این دوره بودند. برخی از کارهای آنان، در تلویزیون نیز پخش شد. این کارها، گرچه هواداران و دنبال‌کنندگان گسترده‌ای داشتند، ولی از دید برخی از منتقدان، هم در زمینهٔ تکنیک و هم درونمایه، ناخوش‌آیند بودند. فریدون شهبازیان نیز کناره‌گیری کرد و به منتقدان موسیقی پاپ رایج در ایران پیوست و همچنین رضا صادقی در این دوران یکی از خواننده‌های زیرزمینی بوده است.
در سال ۱۳۷۷، برای نخستین بار پس از انقلاب ۱۳۵۷، جشنوارهٔ موسیقی پاپ برگزار شد. پس از آن، خوانندگان پاپ جوان‌تر، این جریان را پیش بردند. به دنبال گسترش فناوری‌های نوین و دسترسی همگانی به اینترنت، گروه‌ها و خوانندگان زیرزمینی موسیقی پاپ نیز آغاز به کار کردند.

### دههٔ ۸۰
پس از دههٔ ۷۰، چهره‌هایی چون محسن یگانه، احسان خواجه امیری، بابک جهانبخش، امین رستمی، محمد علیزاده، علی عبدالمالکی، بنیامین بهادری، بهنام صفوی، علی لهراسبی، محسن چاوشی، رضا صادقی، حمید حامی، فرزاد فرزین، شاهکار بینش‌پژوه، حمید عسکری، مهدی یراحی، گروه سون، گروه رستاک، سیروان خسروی، مجید خراطها، فریدون آسرایی، مازیار فلاحی، حامد هاکان، روی‌کار آمدند. همچنین در این دوره خوانندگانی بیرون از مرز فعالیت می‌کردند که بسیار کارهای آنها مورد توجه قرار گرفت مانند شادمهر عقیلی، منصور، فرشید امین، شهیاد، سعید شایسته، شهرام کاشانی، شهرام صولتی و…. همچنین امیر تتلو، آرمین تو ای‌اف‌ام، رضایا و حسین تهی نیز از خوانندگان پاپ زیرزمینی آن دوره هستند.

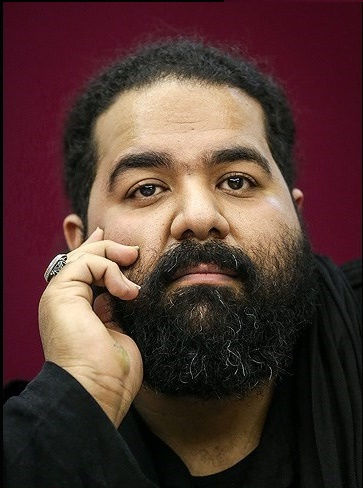
رضا صادقی
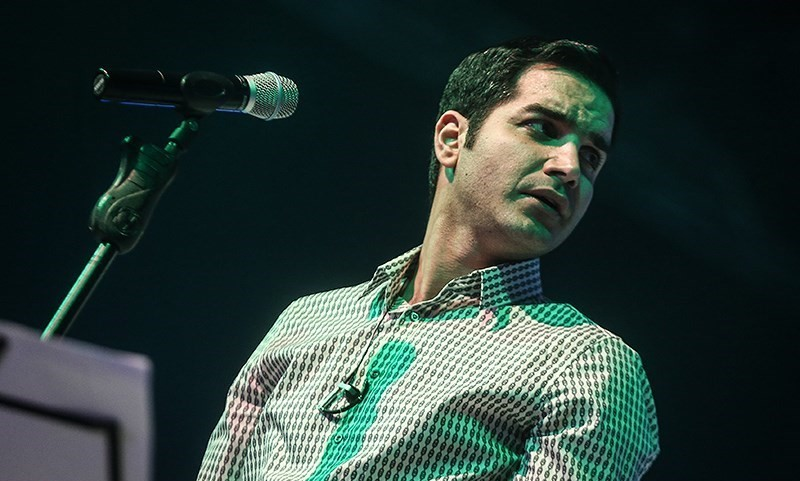
محسن یگانه
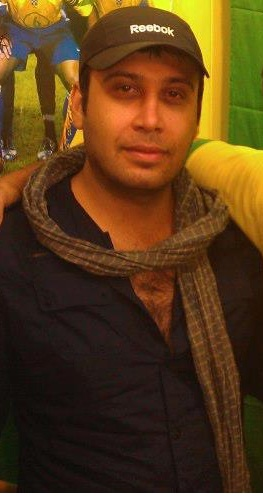
محسن چاوشی
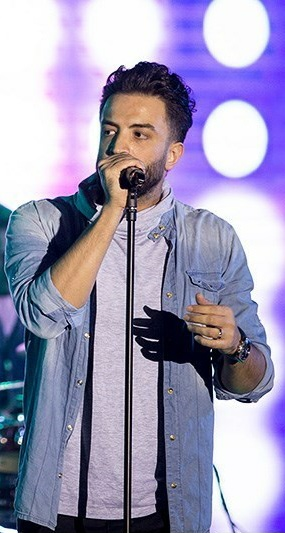
بنیامین بهادری
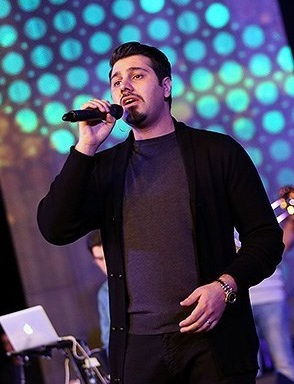
احسان خواجه‌امیری
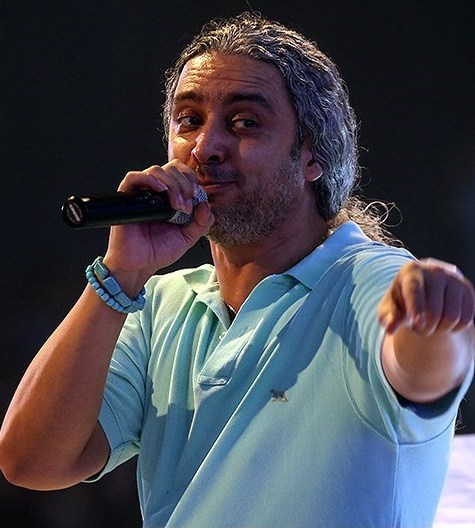
مازیار فلاحی
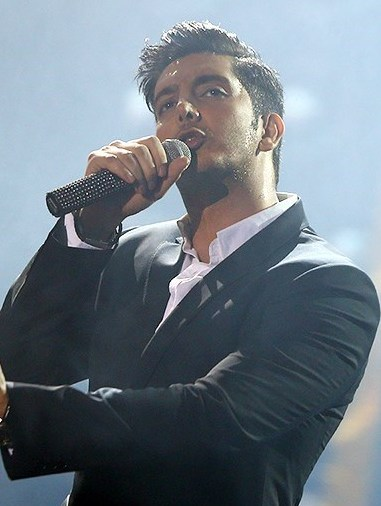
فرزاد فرزین
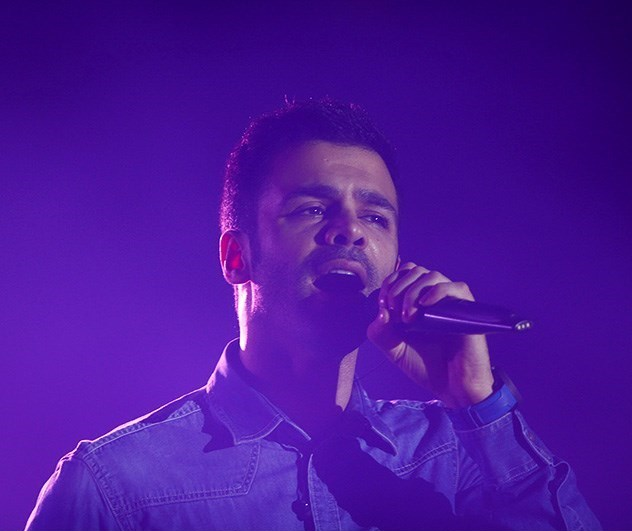
سیروان خسروی

### دههٔ ۹۰
مرتضی پاشایی، امیرعباس گلاب، علیرضا طلیسچی، مهدی احمدوند، سامان جلیلی، زانیار خسروی، امید حاجیلی، محسن ابراهیم‌زاده، بهنام بانی، گروه پازل، حامد همایون، حمید هیراد، ساسی، سینا شعبانخانی، شهرام شکوهی، ماکان بند، هوروش بند، شهاب مظفری، مهدی جهانی، آرون افشار، فرزاد فرخ، مسیح و آرش، علی یاسینی، اشوان، میثم ابراهیمی، مسعود صادقلو، گرشا رضایی، رضا بهرام، یوسف زمانی، بابک مافی، ایوان بند و مهراد جم نیز پس از دههٔ ۸۰ روی‌کار آمدند.

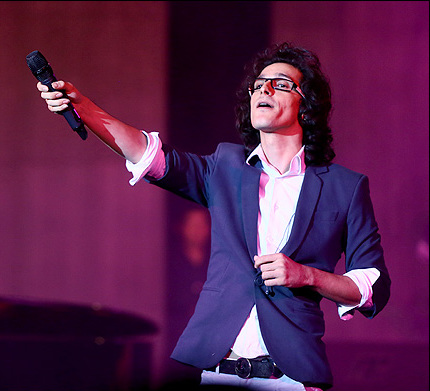
مرتضی پاشایی
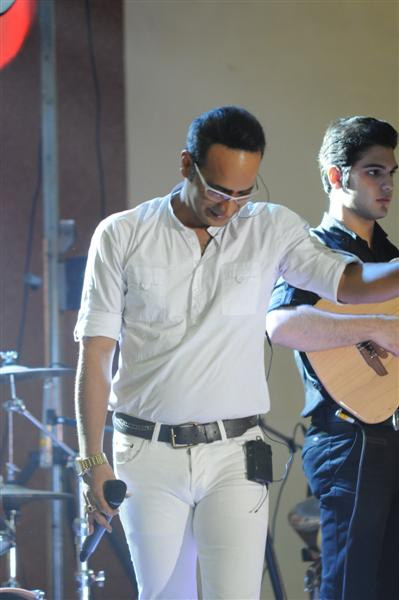
شهرام شکوهی
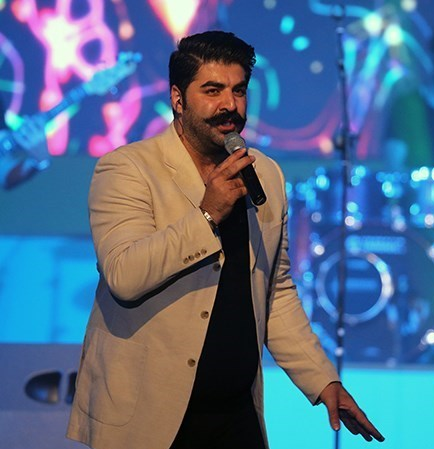
بهنام بانی
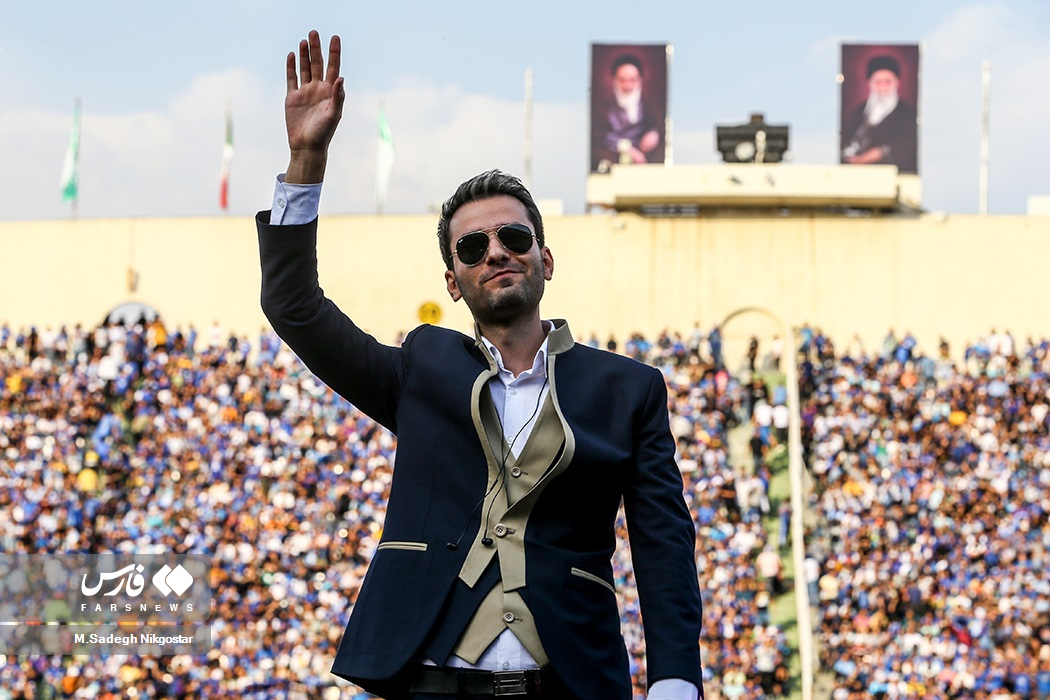
مهدی احمدوند
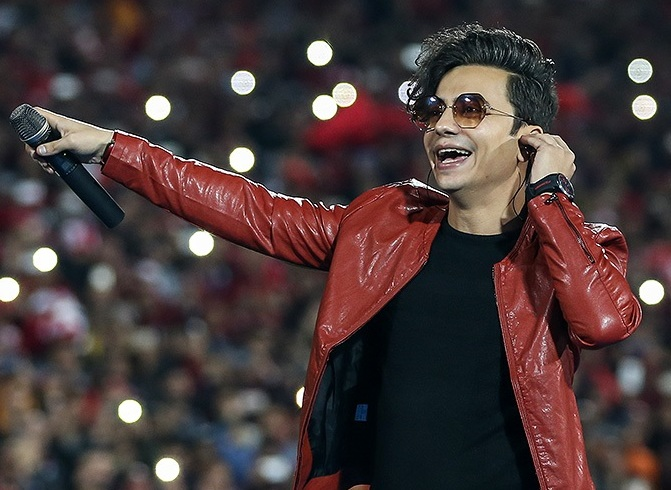
محسن ابراهیم‌زاده
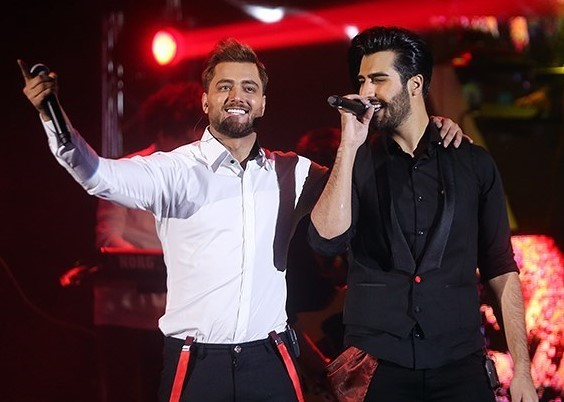
ماکان بند
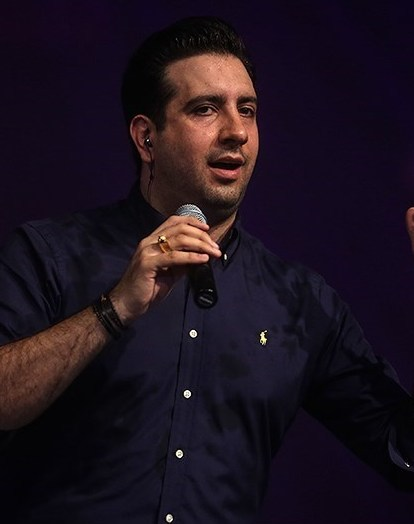
امید حاجیلی
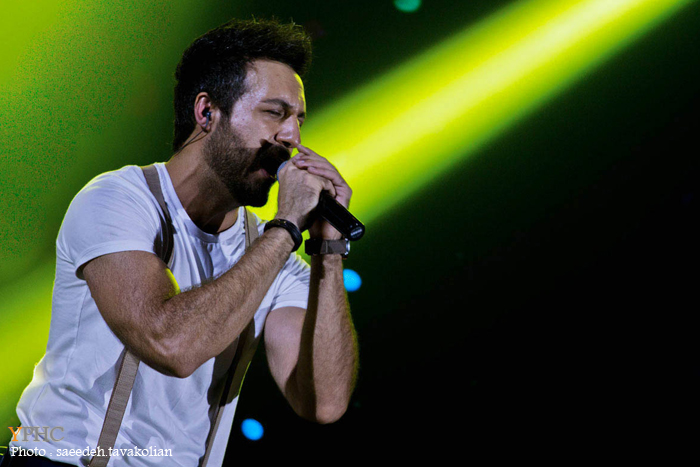
رستاک حلاج
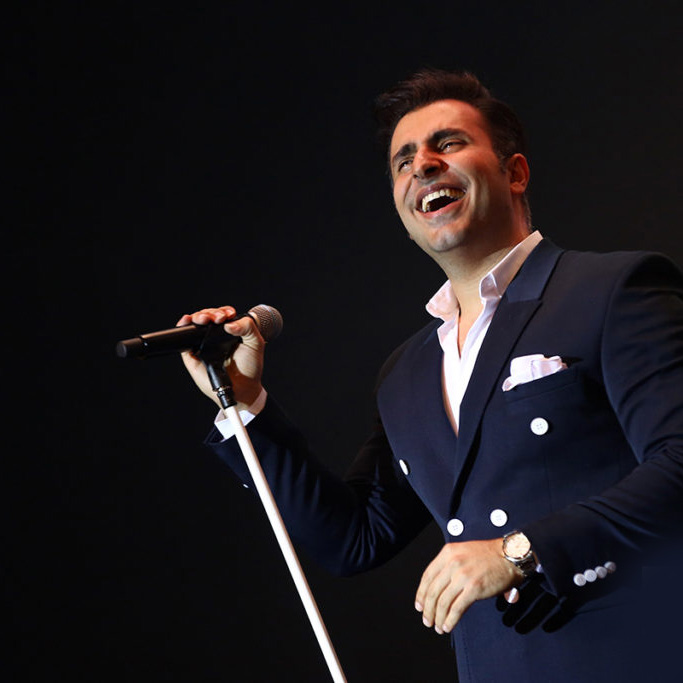
علیرضا طلیسچی
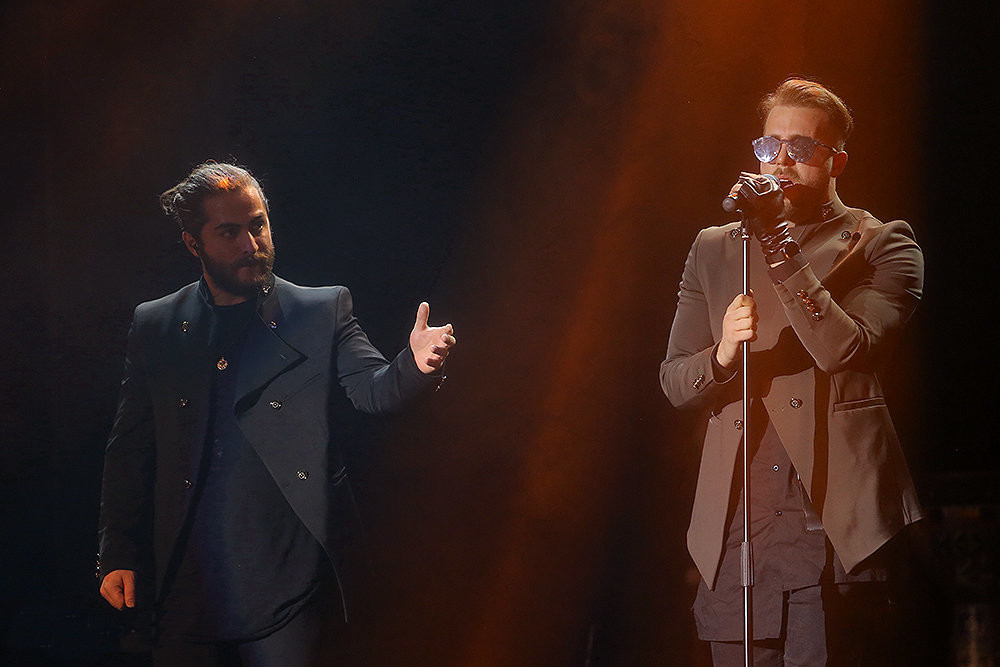
مسیح و آرش
حامد همایون